# قانون العلمنة المكسيكي لعام 1833

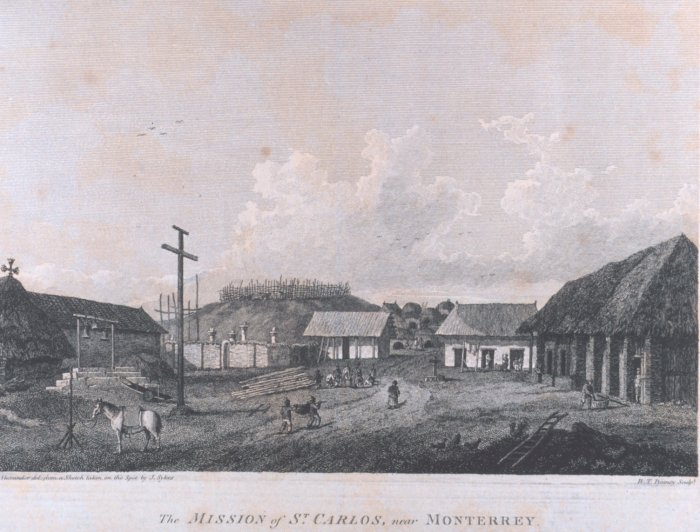
سانت كارلوس، بالقرب من مونتيري، نحو عام 1792

صدر قانون العلمنة المكسيكي لعام 1833 بعد اثني عشر عامًا من استقلال المكسيك عن إسبانيا في عام 1821. خشيت المكسيك من استمرار نفوذ وسلطة إسبانيا في كاليفورنيا لأن معظم البعثات الإسبانية في كاليفورنيا ظلت موالية للكنيسة الكاثوليكية الرومانية في إسبانيا. مع نضوج الجمهورية المكسيكية الجديدة، ازدادت الدعوات إلى علمنة البعثات (سحب اعتراف الدولة بالكنيسة). وبمجرد تنفيذه بالكامل، فإن قانون العلمانية، الذي سمي مرسوم علمنة بعثات كاليفورنيا، أخذ الكثير من أراضي بعثة كاليفورنيا وباعها أو أعطاها على شكل هبات كبيرة تسمى رانشوس.

## خلفية
كانت البعثات الإسبانية في كاليفورنيا العليا عبارة عن سلسلة من 21 موقعًا دينيًا وعسكريًا؛ أسسها كهنة كاثوليك من الرهبنة الفرنسيسكانية بين عامي 1769 و1833 لنشر المسيحية بين الأمريكيين الأصليين المحليين. كانت البعثات جزءًا من أول جهد كبير بذله الأوروبيون لاستعمار منطقة ساحل المحيط الهادئ، والتي تشكل معظم الأجزاء الشمالية والغربية من المطالبات الإسبانية بالأراضي في أمريكا الشمالية. وأدخل المستوطنون الفواكه، والخضروات، والماشية، والخيول، وتربية المواشي، والتكنولوجيا الأوروبية إلى منطقة كاليفورنيا العليا وإلى هنود البعثة. ربط الطريق الملكي البعثات من سان دييغو إلى بعثة سان فرانسيسكو سولانو، في سونوما، بطول 529 ميلًا (851 كم).
بين عامي 1683 و1834، أنشأ المبشرون اليسوعيون والفرنسيسكان سلسلة من البؤر الاستيطانية الدينية من باها كاليفورنيا اليوم وباها كاليفورنيا سور إلى كاليفورنيا الحالية.

## إعلان التحرر
أصدر خوسيه ماريا دي إكانديا، أول حاكم منتخب لمدينة كاليفورنيا العليا، مكسيكي المولد، «إعلان التحرر» في 25 يوليو 1826. حُرر جميع الهنود في المناطق العسكرية في سان دييغو وسانتا باربرا ومونتيري الذين عُثر عليهم مؤهلين من الحكم التبشيري وأصبحوا مؤهلين ليصبحوا مواطنين مكسيكيين. وأعفي أولئك الذين رغبوا في البقاء تحت رعاية البعثة (الوصاية) من معظم أشكال العقاب البدني. بحلول عام 1830، بدا حتى أولئك الجدد في كاليفورنيا واثقين من قدرتهم على تشغيل المزارع ومزارع تربية الماشية البعثة بشكل مستقل؛ بيد أن القساوسة شككوا في قدرات رجالهم في هذا الصدد. في عام 1831 كان عدد الهنود الخاضعين للسيطرة التبشيرية في جميع أنحاء ولاية كاليفورنيا العليا نحو 18,683، بينما بلغ عدد جنود الحامية والمستوطنين الأحرار و«الطبقات الأخرى»4342.
أدت الهجرة الجديدة، من أصول مكسيكية وأجنبية، إلى زيادة الضغط على حكومة كاليفورنيا العليا للاستيلاء على ممتلكات البعثة التي تسيطر عليها الكنيسة وطرد السكان الأصليين وفقًا لتوجيهات إكانديا. وعلى الرغم من أن خطة تحرير إكانديا قوبلت بتشجيع قليل من الوافدين الجدد الذين سكنوا البعثات الجنوبية، لكنه كان مصممًا على اختبار الخطة على نطاق واسع في بعثة سان خوان كابيسترانو. ولهذه الغاية، عين عددًا من المفوضين للإشراف على تحرير الهنود.
أصدرت الحكومة المكسيكية تشريعًا في 20 ديسمبر 1827 يقضي بطرد جميع الإسبان الذين تقل أعمارهم عن ستين عامًا من الأراضي المكسيكية. لأن الإسبان يمكن أن يشكلوا تهديدًا على المكسيك لأن إسبانيا لم تعترف باستقلال المكسيك وحاولت استعادة السيطرة على مستعمرتها السابقة. لكن الحاكم إكانديا تدخل نيابة عن بعض الفرنسيسكان من أجل منع ترحيلهم بمجرد دخول القانون حيز التنفيذ في كاليفورنيا.

## قانون العلمنة
حاول الحاكم خوسيه فيغيروا، الذي تولى منصبه عام 1833، في البداية الحفاظ على نظام البعثة سليمًا، ولكن بعد أن أصدر الكونغرس المكسيكي مرسومه الخاص بعلمنة بعثات كاليفورنيا في 17 أغسطس 1833، اتخذ إجراء لبدء تشريع العلمنة. في عام 1833 حل محل القسيس الفرنسيسكان الإسباني المولد في جميع المستوطنات الواقعة شمال بعثة سان أنطونيو دي بادوفا الكهنة الفرنسيسكان المكسيكيين المولد من كلية غوادالوبي دي زاكاتيكاس بأمر من فيغيروا. ردًا على ذلك، نقل الأب الرئيس نارسيسو دوران مقر نظام مهمة كاليفورنيا العليا إلى بعثة سانتا باربارا، وظل حتى عام 1846.

### التوزيع الفاشل للسكان الأصليين
أصدر الحاكم فيغيروا لائحة في 9 أغسطس 1834 تحدد متطلبات توزيع الممتلكات (الأرض، والماشية، والمعدات) على المعتنقين الجدد في كل بعثة. من بين الأحكام التي نصت عليها: «5. تُوزع الكثير من أراضي البعثة بمساحة لا تزيد عن 400 ولا تقل عن 100 فاراس مربع(28 إلى 7 فدانًا)، لكل رب أسرة ولكل شخص يبلغ أكثر من 20 عامًا»، بالإضافة إلى «6.... بالتناسب... نصف الماشية» و«7.... نصف أو أقل من الممتلكات المنقولة والأدوات والبذور الموجودة». نص القانون أيضًا على استعمار كل من كاليفورنيا العليا وباها كاليفورنيا، وتتحمل نفقات هذه الأخيرة العائدات المكتسبة من بيع أراضي البعثة وبعض المباني لأطراف خاصة؛ وبدأوا بمزارع تربية الماشية. قُسمت المزارع المكونة من مراعي البعثات السابقة إلى هبات كبيرة للأراضي، مما أدى إلى زيادة كبيرة في حيازة الأراضي الخاصة في كاليفورنيا العليا.
هذا يعني أن البعثات تحمل ملكية فقط لكنيسة العبادة، ومساكن الكهنة، وكمية صغيرة من الأراضي المحيطة بالكنيسة لاستخدامها كحدائق. وفي بعض البعثات، فقدت جميع المباني الأخرى، وقسمت بعض مباني البعثات، وأضيف جدار مادي إلى مباني البعثة. مع فقدان كل الدعم من الأرض المحيطة والمباني المساندة -مثل الماشية، والبساتين، والحظائر، والدباغة، والحدادة، وصنع الشموع، وكروم العنب، ومصانع النبيذ، وحقوق المياه، والنول، وأفران خلية النحل، ومتاجر النجارة، وصنع الصابون، وصومعة الحبوب، وفي بعض الحالات فناء البعثة وأكثر من ذلك- لم يكن لدى الفرنسيسكان أي وسيلة لدعم أنفسهم أو السكان الأصليين. بعد ذلك بوقت قصير، تخلى الفرنسيسكان عن معظم البعثات، وأخذوا معهم كل شيء ذي قيمة تقريبًا، وبعد ذلك نهب السكان المحليون مباني البعثة من أجل مواد البناء، وكُلف من أربعة إلى ستة جنود بحراسة كل بعثة.

### أراضي البعثة المصادرة
كانت بعثة سان خوان كابيسترانو أول بعثة يُستولى على أراضيها؛ وفي 9 أغسطس 1834 أصدر الحاكم فيغيروا مرسوم المصادرة. وسرعان ما تبع ذلك تسع مستوطنات أخرى، وستة أخرى في عام 1835؛ كانت سان بوينافينتورا وبعثة سان فرانسيسكو دي أسيس من بين آخر من استولوا على أراضيهم، في يونيو وديسمبر 1836، على التوالي. 
في عام 1838 بيعَ عقار بعثة سان خوان كابيسترانو بالمزاد العلني في ظل ظروف مشكوك فيها مقابل 710 دولارات من الشحم والجلد، (ما يعادل 15,000 دولار في عام 2004 بالدولار الأمريكي) إلى الإنجليزي جون (دون جون) فورستر (صهر الحاكم بيو بيكو، الذي سكنت عائلته في مساكن الرهبان لمدة 20 عامًا) وشريكه جيمس ماكينلي. وبعد ذلك سكنت المزيد من العائلات في أجزاء أخرى من مباني البعثة. غادر الأب خوسيه ماريا زالفيديا بعثة سان خوان كابيسترانو نحو 25 نوفمبر 1842، عندما توفي والد إيبارا التابع لبعثة سان لويس ري دي فرانسيا، تاركًا البعثة بدون كاهن مقيم لأول مرة (كان زالفيديا هو كاهن البعثة الوحيد منذ وفاة الأب جوزيف بارونا عام 1831). وصل الكاهن العلماني الأول الذي تولى مسؤولية البعثة، القس خوسيه ماريا روساليس في 8 أكتوبر 1843، وتوفي الأب فيسينتي باسكوال أوليفا، آخر مبشر مقيم في 2 يناير 1848. أعيدت آثار البعثة و44.40 فدانًا إلى الكنيسة في عام 1865.